# Jekaterina Makarova (1988)
Jekaterina Valerjevna Makarova (Russisch: Екатери́на Вале́рьевна Мака́рова) (Moskou, 7 juni 1988) is een professioneel tennisspeelster uit Rusland.

## Loopbaan
Tot op heden(februari 2019) wist Makarova drie WTA-toernooien te winnen in het enkelspel: op het gras van Eastbourne in 2010, op het hardcourt van Pattaya in 2014 en dat van Washington in 2017. Daarnaast was zij tweemaal verliezend finaliste, beide keren in 2009. Op de Olympische spelen van 2016 in Rio de Janeiro bereikte zij de derde ronde.
In het vrouwendubbelspel behaalde zij in 2009 haar eerste WTA-titel: zij won het toernooi van Fez samen met landgenote Alisa Klejbanova. In 2012 nam zij deel aan de Olympische Spelen in Londen – samen met Jelena Vesnina bereikte zij de kwartfinale in het dubbelspel. Met Vesnina stond zij 25 keer in een finale waarvan zij er elf wonnen – onder meer op het gravel van Roland Garros in 2013 en op het hardcourt van het US Open in 2014. Met dezelfde partner greep zij in 2016 de gouden medaille op de Olympische Spelen in Rio de Janeiro alsmede het eindejaarskampioenschap in Singapore plus in 2017 de titel op Wimbledon. Tot op heden(februari 2019) won zij vijftien titels op het WTA-circuit of hoger. Haar hoogste notering op de WTA-ranglijst is de eerste plaats, die zij bereikte in juni 2018, samen met haar landgenote Jelena Vesnina.
In het gemengd dubbelspel won zij een grandslamtitel op het US Open in 2012, samen met de Braziliaan Bruno Soares, na een eerdere finaleplaats op het Australian Open in 2010.
In de periode 2008–2018 maakte Makarova deel uit van het Russische Fed Cup-team – zij behaalde daar een winst/verlies-balans van 11–5. In 2008 wonnen zij de titel, door in de finale van Wereldgroep I Spanje te verslaan met 4–0.

## Posities op deWTA-ranglijst
Positie per einde seizoen:
| jaar | rang enkelspel | rang dubbelspel |
| ---- | -------------- | --------------- |
| 2003 | –              | 766             |
| 2004 | 381            | 448             |
| 2005 | 258            | 248             |
| 2006 | 264            | 140             |
| 2007 | 108            | 151             |
| 2008 | 48             | 62              |
| 2009 | 60             | 20              |
| 2010 | 50             | 72              |
| 2011 | 52             | 57              |
| 2012 | 20             | 11              |
| 2013 | 24             | 7               |
| 2014 | 12             | 7               |
| 2015 | 23             | 10              |
| 2016 | 30             | 8               |
| 2017 | 33             | 3               |
| 2018 | 59             | 6               |
| 2019 | 988            | 76              |

## Palmares
| Legenda                | Legenda                  |
| ---------------------- | ------------------------ |
| Grandslamtoernooi      |                          |
| Olympische Spelen      |                          |
| Year-End Championships |                          |
| tot 2009               | 2009 – 2020 / vanaf 2021 |
| Tier I                 | Premier Mandatory        |
| Tier II                | Premier Five / WTA 1000  |
| Tier III               | Premier / WTA 500        |
| Tier IV & V            | International / WTA 250  |
|                        | Challenger / WTA 125     |

### WTA-finaleplaatsen enkelspel
| nr.              | finale     | toernooi       | ondergrond | tegenstandster          | score         |         |
| ---------------- | ---------- | -------------- | ---------- | ----------------------- | ------------- | ------- |
| gewonnen finales |            |                |            |                         |               |         |
| 1.               | 2010-06-19 | WTA Eastbourne | gras       | Viktoryja Azarenka      | 7-6, 6-4      | details |
| 2.               | 2014-02-02 | WTA Pattaya    | hardcourt  | Karolína Plíšková       | 6-3, 7-6      | details |
| 3.               | 2017-08-06 | WTA Washington | hardcourt  | Julia Görges            | 3-6, 7-6, 6-0 | details |
| verloren finales |            |                |            |                         |               |         |
| 1.               | 2009-05-02 | WTA Fez        | gravel     | Anabel Medina Garrigues | 0-6, 1-6      | details |
| 2.               | 2009-05-09 | WTA Estoril    | gravel     | Yanina Wickmayer        | 5-7, 2-6      | details |

### WTA-finaleplaatsen dubbelspel
| nr.                                 | finale     | toernooi            | ondergrond    | partner             | tegenstandsters                                | score             |         |
| ----------------------------------- | ---------- | ------------------- | ------------- | ------------------- | ---------------------------------------------- | ----------------- | ------- |
| gewonnen finales vrouwendubbelspel  |            |                     |               |                     |                                                |                   |         |
| 1.                                  | 2009-05-02 | WTA Fez             | gravel        | Alisa Klejbanova    | Sorana Cîrstea Maria Kirilenko                 | 6-3, 2-6, [10-8]  | details |
| 2.                                  | 2012-10-06 | WTA Peking          | hardcourt     | Jelena Vesnina      | Nuria Llagostera Vives Sania Mirza             | 7-5, 7-5          | details |
| 3.                                  | 2012-10-21 | WTA Moskou          | hardcourt (i) | Jelena Vesnina      | Maria Kirilenko Nadja Petrova                  | 6-3, 1-6, [10-8]  | details |
| 4.                                  | 2013-03-17 | WTA Indian Wells    | hardcourt     | Jelena Vesnina      | Nadja Petrova Katarina Srebotnik               | 6-0, 5-7, [10-6]  | details |
| 5.                                  | 2013-06-08 | Roland Garros       | gravel        | Jelena Vesnina      | Sara Errani Roberta Vinci                      | 7-5, 6-2          | details |
| 6.                                  | 2014-09-06 | US Open             | hardcourt     | Jelena Vesnina      | Martina Hingis Flavia Pennetta                 | 2-6, 6-3, 6-2     | details |
| 7.                                  | 2016-07-31 | WTA Montréal        | hardcourt     | Jelena Vesnina      | Simona Halep Monica Niculescu                  | 6-3, 7-6          | details |
| 8.                                  | 2016-08-12 | O.S. Rio de Janeiro | hardcourt     | Jelena Vesnina      | Timea Bacsinszky Martina Hingis                | 6-4, 6-4          | details |
| 9.                                  | 2016-10-30 | WTA Finals          | hardcourt (i) | Jelena Vesnina      | Bethanie Mattek-Sands Lucie Šafářová           | 7-6, 6-3          | details |
| 10.                                 | 2017-02-25 | WTA Dubai           | hardcourt     | Jelena Vesnina      | Andrea Hlaváčková Peng Shuai                   | 6-2, 4-6, [10-7]  | details |
| 11.                                 | 2017-07-15 | Wimbledon           | gras          | Jelena Vesnina      | Chan Hao-ching Monica Niculescu                | 6-0, 6-0          | details |
| 12.                                 | 2017-08-13 | WTA Toronto         | hardcourt     | Jelena Vesnina      | Anna-Lena Grönefeld Květa Peschke              | 6-0, 6-4          | details |
| 13.                                 | 2018-05-12 | WTA Madrid          | gravel        | Jelena Vesnina      | Tímea Babos Kristina Mladenovic                | 2-6, 6-4, [10-8]  | details |
| 14.                                 | 2018-08-18 | WTA Cincinnati      | hardcourt     | Lucie Hradecká      | Elise Mertens Demi Schuurs                     | 6-2, 7-5          | details |
| 15.                                 | 2019-02-03 | WTA Sint-Petersburg | hardcourt (i) | Margarita Gasparjan | Anna Kalinskaja Viktória Kužmová               | 7-5, 7-5          | details |
| verloren finales vrouwendubbelspel  |            |                     |               |                     |                                                |                   |         |
| 1.                                  | 2008-05-04 | WTA Fez             | gravel        | Alisa Klejbanova    | Sorana Cîrstea Anastasija Pavljoetsjenkova     | 2-6, 2-6          | details |
| 2.                                  | 2008-07-27 | WTA Portorož        | hardcourt     | Vera Doesjevina     | Anabel Medina Garrigues Virginia Ruano Pascual | 4-6, 1-6          | details |
| 3.                                  | 2009-10-11 | WTA Peking          | hardcourt     | Alla Koedrjavtseva  | Hsieh Su-wei Peng Shuai                        | 3-6, 1-6          | details |
| 4.                                  | 2011-02-13 | WTA Parijs          | hardcourt (i) | Vera Doesjevina     | Bethanie Mattek-Sands Meghann Shaughnessy      | 4-6, 2-6          | details |
| 5.                                  | 2011-10-23 | WTA Luxemburg       | hardcourt (i) | Lucie Hradecká      | Iveta Benešová Barbora Záhlavová-Strýcová      | 5-7, 3-6          | details |
| 6.                                  | 2012-05-13 | WTA Madrid          | gravel        | Jelena Vesnina      | Sara Errani Roberta Vinci                      | 1-6, 6-3, [4-10]  | details |
| 7.                                  | 2012-05-20 | WTA Rome            | gravel        | Jelena Vesnina      | Sara Errani Roberta Vinci                      | 2-6, 5-7          | details |
| 8.                                  | 2013-10-27 | WTA Championships   | hardcourt (i) | Jelena Vesnina      | Hsieh Su-wei Peng Shuai                        | 4-6, 5-7          | details |
| 9.                                  | 2014-01-24 | Australian Open     | hardcourt     | Jelena Vesnina      | Sara Errani Roberta Vinci                      | 4-6, 6-3, 5-7     | details |
| 10.                                 | 2014-03-30 | WTA Miami           | hardcourt     | Jelena Vesnina      | Martina Hingis Sabine Lisicki                  | 6-4, 4-6, [5-10]  | details |
| 11.                                 | 2015-03-22 | WTA Indian Wells    | hardcourt     | Jelena Vesnina      | Martina Hingis Sania Mirza                     | 3-6, 4-6          | details |
| 12.                                 | 2015-04-05 | WTA Miami           | hardcourt     | Jelena Vesnina      | Martina Hingis Sania Mirza                     | 5-7, 1-6          | details |
| 13.                                 | 2015-07-11 | Wimbledon           | gras          | Jelena Vesnina      | Martina Hingis Sania Mirza                     | 7-5, 6-7, 5-7     | details |
| 14.                                 | 2016-05-15 | WTA Rome            | gravel        | Jelena Vesnina      | Martina Hingis Sania Mirza                     | 1-6, 7-6, [3-10]  | details |
| 15.                                 | 2016-06-05 | Roland Garros       | gravel        | Jelena Vesnina      | Caroline Garcia Kristina Mladenovic            | 3-6, 6-2, 4-6     | details |
| 16.                                 | 2017-01-07 | WTA Brisbane        | hardcourt     | Jelena Vesnina      | Bethanie Mattek-Sands Sania Mirza              | 2-6, 3-6          | details |
| 17.                                 | 2017-05-21 | WTA Rome            | gravel        | Jelena Vesnina      | Chan Yung-jan Martina Hingis                   | 5-7, 6-7          | details |
| 18.                                 | 2018-01-26 | Australian Open     | hardcourt     | Jelena Vesnina      | Tímea Babos Kristina Mladenovic                | 4-6, 3-6          | details |
| 19.                                 | 2018-03-17 | WTA Indian Wells    | hardcourt     | Jelena Vesnina      | Hsieh Su-wei Barbora Strýcová                  | 4-6, 4-6          | details |
| 20.                                 | 2018-08-12 | WTA Montréal        | hardcourt     | Latisha Chan        | Ashleigh Barty Demi Schuurs                    | 6-4, 3-6, [8-10]  | details |
| 21.                                 | 2019-02-23 | WTA Dubai           | hardcourt     | Lucie Hradecká      | Hsieh Su-wei Barbora Strýcová                  | 4-6, 4-6          | details |
| gewonnen finales gemengd dubbelspel |            |                     |               |                     |                                                |                   |         |
| 1.                                  | 2012-09-06 | US Open             | hardcourt     | Bruno Soares        | Květa Peschke Marcin Matkowski                 | 6-7, 6-1, [12-10] | details |
| verloren finales gemengd dubbelspel |            |                     |               |                     |                                                |                   |         |
| 1.                                  | 2010-01-31 | Australian Open     | hardcourt     | Jaroslav Levinský   | Cara Black Leander Paes                        | 5-7, 3-6          | details |

## Resultaten grote toernooien
| Legenda | Legenda                          |
| ------- | -------------------------------- |
| g.t.    | geen toernooi gehouden           |
| l.c.    | lagere categorie                 |
| –       | niet deelgenomen                 |
| G       | uitgeschakeld in de groepsfase   |
| 1R      | uitgeschakeld in de eerste ronde |
| 2R      | uitgeschakeld in de tweede ronde |
| 3R      | uitgeschakeld in de derde ronde  |
| 4R      | uitgeschakeld in de vierde ronde |
| KF      | uitgeschakeld in de kwartfinale  |
| HF      | uitgeschakeld in de halve finale |
| F       | de finale verloren               |
| W       | het toernooi gewonnen            |
| w-v     | winst/verlies-balans             |

### Enkelspel
| toernooi            | 2007 | 2008 | 2009 | 2010 | 2011 | 2012 | 2013 | 2014 | 2015 | 2016 | 2017 | 2018 | 2019 |
| ------------------- | ---- | ---- | ---- | ---- | ---- | ---- | ---- | ---- | ---- | ---- | ---- | ---- | ---- |
| grandslamtoernooien |      |      |      |      |      |      |      |      |      |      |      |      |      |
| Australian Open     | –    | 3R   | 2R   | 2R   | 4R   | KF   | KF   | 4R   | HF   | 4R   | 4R   | 1R   | 1R   |
| Roland Garros       | –    | 2R   | 1R   | 1R   | 4R   | 1R   | 1R   | 3R   | 4R   | 2R   | 2R   | 2R   |      |
| Wimbledon           | –    | 1R   | 2R   | 2R   | 1R   | 2R   | 3R   | KF   | 2R   | 4R   | 2R   | 4R   |      |
| US Open             | 3R   | 3R   | 1R   | 1R   | 1R   | 3R   | KF   | HF   | 4R   | 1R   | 3R   | 3R   |      |
| Premier Mandatory   |      |      |      |      |      |      |      |      |      |      |      |      |      |
| Indian Wells        | –    | 2R   | 2R   | 1R   | 2R   | 2R   | 2R   | 3R   | 3R   | 3R   | 1R   | 2R   |      |
| Miami               | –    | 1R   | 4R   | 2R   | 3R   | 4R   | 2R   | 4R   | 4R   | KF   | 2R   | 2R   |      |
| Madrid              | l.c. | l.c. | –    | –    | 2R   | 3R   | KF   | 1R   | 1R   | 2R   | 1R   | 1R   |      |
| Peking              | l.c. | l.c. | 2R   | 1R   | 1R   | 2R   | –    | 3R   | –    | 2R   | 2R   | 1R   |      |
| Premier Five        |      |      |      |      |      |      |      |      |      |      |      |      |      |
| Dubai/Doha          | –    | 1R   | 1R   | 1R   | 1R   | –    | 2R   | –    | KF   | 1R   | 3R   | 2R   | 1R   |
| Rome                | –    | 2R   | –    | –    | 2R   | 2R   | 1R   | 2R   | 2R   | 2R   | 3R   | –    |      |
| Montréal/Toronto    | –    | –    | 1R   | 2R   | 2R   | 2R   | 2R   | HF   | 2R   | 1R   | 3R   | 1R   |      |
| Cincinnati          | l.c. | l.c. | 1R   | –    | 2R   | 3R   | 2R   | 2R   | –    | –    | 3R   | 3R   |      |
| Tokio/Wuhan         | –    | –    | 1R   | 1R   | –    | 1R   | –    | 2R   | –    | 2R   | KF   | –    |      |
| olympisch           |      |      |      |      |      |      |      |      |      |      |      |      |      |
| Olympische Spelen   | g.t. | –    | g.t. | g.t. | g.t. | –    | g.t. | g.t. | g.t. | 3R   | g.t. | g.t. | g.t. |
| statistieken        |      |      |      |      |      |      |      |      |      |      |      |      |      |
| titels per jaar     | 0    | 0    | 0    | 1    | 0    | 0    | 0    | 1    | 0    | 0    | 1    | 0    | 0    |
| eindejaarsranking   | 108  | 48   | 60   | 50   | 52   | 20   | 24   | 12   | 23   | 30   | 33   | 59   |      |

### Dubbelspel
| toernooi            | 2008 | 2009 | 2010 | 2011 | 2012 | 2013 | 2014 | 2015 | 2016 | 2017 | 2018 | 2019 |
| ------------------- | ---- | ---- | ---- | ---- | ---- | ---- | ---- | ---- | ---- | ---- | ---- | ---- |
| grandslamtoernooien |      |      |      |      |      |      |      |      |      |      |      |      |
| Australian Open     | –    | 2R   | 2R   | 1R   | KF   | HF   | F    | KF   | –    | KF   | F    | 2R   |
| Roland Garros       | 2R   | 2R   | 2R   | 1R   | KF   | W    | 2R   | HF   | F    | KF   | 1R   |      |
| Wimbledon           | KF   | KF   | 2R   | 3R   | KF   | 3R   | 3R   | F    | KF   | W    | 2R   |      |
| US Open             | 2R   | HF   | 2R   | 3R   | 3R   | KF   | W    | –    | HF   | 3R   | KF   |      |
| Premier Mandatory   |      |      |      |      |      |      |      |      |      |      |      |      |
| Indian Wells        | –    | 2R   | 1R   | 1R   | 1R   | W    | KF   | F    | 1R   | HF   | F    |      |
| Miami               | –    | 1R   | KF   | 1R   | KF   | KF   | F    | F    | KF   | KF   | HF   |      |
| Madrid              | l.c. | 2R   | 1R   | –    | F    | KF   | 2R   | KF   | HF   | 2R   | W    |      |
| Peking              | l.c. | F    | 1R   | 1R   | W    | –    | –    | –    | 2R   | HF   | HF   |      |
| Premier Five        |      |      |      |      |      |      |      |      |      |      |      |      |
| Dubai/Doha          | 2R   | 1R   | 1R   | –    | –    | –    | –    | KF   | 1R   | W    | KF   |      |
| Rome                | –    | –    | –    | –    | F    | –    | KF   | –    | F    | F    | –    |      |
| Montréal/Toronto    | –    | KF   | 1R   | –    | KF   | HF   | KF   | 2R   | W    | W    | F    |      |
| Cincinnati          | l.c. | KF   | 1R   | HF   | 2R   | HF   | 2R   | –    | –    | –    | W    |      |
| Tokio/Wuhan         | –    | 1R   | –    | –    | –    | –    | –    | –    | –    | KF   | 2R   |      |
| olympisch           |      |      |      |      |      |      |      |      |      |      |      |      |
| Olympische Spelen   | –    | g.t. | g.t. | g.t. | KF   | g.t. | g.t. | g.t. | W    | g.t. | g.t. | g.t. |
| statistieken        |      |      |      |      |      |      |      |      |      |      |      |      |
| titels per jaar     | 0    | 1    | 0    | 0    | 2    | 2    | 1    | 0    | 3    | 3    | 2    | 1    |
| eindejaarsranking   | 62   | 20   | 72   | 57   | 11   | 7    | 7    | 10   | 8    | 3    | 6    |      |

### Gemengd dubbelspel
| toernooi        | 2009 | 2010 | 2011 | 2012 |    | 2017 | 2018 | 2019 |
| --------------- | ---- | ---- | ---- | ---- | -- | ---- | ---- | ---- |
| Australian Open | –    | F    | –    | –    | –  | HF   | 1R   |      |
| Roland Garros   | –    | 1R   | KF   | –    | –  | –    |      |      |
| Wimbledon       | 1R   | 2R   | 1R   | 2R   | 3R | KF   |      |      |
| US Open         | –    | –    | –    | W    | –  | –    |      |      |